# Esvetoslau II
Esvetoslau II ou Esviatoslau II (em latim: Svetoslaus; em russo: Святослав Ярославич; romaniz.: Sviatoslav Yaroslavich; 1027 - 27 de dezembro de 1077 em Quieve), Esfendóstlabo (em grego medieval: Σφενδοσθλάβος; romaniz.: Sphendosthlábos) ou Sueinaldo (em nórdico antigo: Sveinald, de nome batismal Nicolau, foi grão-príncipe de Quieve entre 1073 e 1077. Era filho de Jaroslau I, o Sábio. Governou o Principado de Volínia no tempo de seu pai (de ca. 1040 até 1054). Ao falecer, Jaroslau deixou testamento que dividiu os territórios rus' entre seus cinco filhos; Esvetoslau recebeu o Principado de Czernicóvia. Esvetoslau juntou-se a seus irmãos Iziaslau I e Usevolodo I e formou um "triunvirato" principesco que tomou conta dos assuntos rus' até 1072.
Eles lutaram contra seus inimigos, incluindo os turcos oguzes, e seu parente distante Useslau I. Os cumanos derrotaram suas forças unidas no outono de 1068, mas Esvetoslau repeliu um grupo cumano que pilhava seu principado. O triunvirato se esfacelou quando Esvetoslau, apoiado por Usevolodo, destronou e substituiu seu irmão mais velho Iziaslau em 1073 como grão-príncipe em Quieve. Ele comissionou a compilação de ao menos duas miscelâneas de obras teológicas. Do contrário, seu breve reinado foi sem complicações.

## Vida

Principados rus

### Primeiros anos
Era o quarto filho do grão-príncipe Jaroslau e sua esposa Ingegerda da Suécia. Nasceu em 1027. O sinódico de Liubeche — lista de príncipes de Czernicóvia que foi concluída no Mosteiro de Santo Antônio em Liubeche — diz que seu nome batismal era Nicolau. A Crônica de Nestor diz que Esvetoslau estava "em Volodimíria" em Volínia por volta do tempo que seu pai ficou seriamente doente antes de sua morte. Segundo o historiador Martin Dimnik, o relato da crônica mostra que Jaroslau tinha, muito provavelmente em torno de 1040, nomeado Esvetoslau para governar sua importante cidade rus'.
Em seu leito de morte, Jaroslau dividiu as mais relevantes cidades do reino entre seus cinco filhos — Iziaslau, Esvetoslau, Usevolodo, Igor e Viacheslau — que viveram além dele. Para Esvetoslau, legou Czernicóvia. O moribundo grão-príncipe ordenou que seus quatro filhos deveriam "prestar atenção" em seu irmão mais velho Iziaslau, que recebeu Quieve.

### Triunvirato
Jaroslau morreu em 20 de fevereiro de 1054. Seus três filhos mais velhos — Iziaslau, Esvetoslau e Usevolodo — decidiram se unir e governar conjuntamente Quieve. O historiador Martin Dimnik diz que levando em conta as habilidades políticas e militares de Esvetoslau, "é razoável assumir que foi um das maiores forças motivadoras, se não o real arquiteto, de muitas das políticas adotadas" pelos irmãos. Os "triúnviros" cooperam intimamente nos ano seguintes. Em 1059, liberaram seu tio Sudislau I que seu pai enviou à prisão cerca de 1035. Eles fizeram uma expedição conjunta "a cavalo e navio contra os torcos" ou turcos oguzes em 1060, segundo a Crônica de Nestor. Ao ouvir da chegada das forças rus', os turcos fugiram de suas terras sem resistência.
Em 1065 liderou suas tropas contra seu sobrinho Rostislau I que no ano anterior expulsou à força seu filho Glebo I de Tamatarcha.  Com sua chegada, Rostislau fugiu deste importante centro dos domínios de seu tio, mas reocupou-o após Esvetoslau retornar para Czernicóvia. Segundo a Crônica de Pescóvia, em 1065 um primo distante dos "triúnviros", Useslau I, atacou Pescóvia. Useslau não pode tomá-la, mas tomou e saqueou Novogárdia Magna — que estava sob o filho de Iziaslau, Mistislau II — no inverno seguinte.  Iziaslau, Esvetoslau e Usevolodo logo uniram suas forças e marcharam contra Useslau, "embora havia a morte do inverno", segundo a Crônica de Nestor. Eles repeliram o exército de Useslau próximo ao rio Nemiga (próximo de Minsque) em 3 de março de 1066. Useslau, que fugiu do campo de batalha, concordou em negociar com os "triúnviros", mas eles traiçoeiramente capturaram-o numa reunião em Orcha no começo de junho.
Os cumanos, que emergiram como poder dominante nas estepes pônticas no começo dos anos 1060, invadiu as regiões meridionais de Quieve em 1068. Os três irmãos juntos marcharam contra os invasores, mas os cumanos perseguiram-os ao rio Alta. Do campo de batalha, Esvetoslau retirou-se para Czernicóvia e reagrupou suas tropas. Retornou para derrotar os cumanos com uma força menor na cidade de Snovsk em 1 de novembro, aumentando assim seu prestígio em meio a população. No meio tempo, os citadinos de Quieve destronaram e repeliram o irmão de Esvetoslau, Iziaslau. Tomando vantagem da ausência de Iziaslau, Esvetoslau enviou seu filho Glebo para Novogárdia para governar a cidade.
Iziaslau retornou no comando de reforços poloneses. Os citadinos de Quieve enviaram mensagens para Esvetoslau e Usevolodo, implorando-lhes que viessem à "cidade de seu pai" e defendesse-a, segundo a Crônica de Nestor. Esvetoslau e Usevolodo pediram que Iziaslau "não liderasse os polacos no ataque contra Quieve", alegando que "se pretendesse nutrir sua raiva e destruir a cidade, estariam devidamente preocupados pela capital ancestral". Iziaslau parcialmente consentiu: não liderou seus aliados polacos à cidade, mas sua comitiva chacinou ou mutilou muitos de seus oponentes em Quieve. Também tentou punir Antônio — o fundador do Mosteiro das Cavernas em Quieve — que apoiou seus inimigos, mas Esvetoslau deu abrigo ao santo monge em Czernicóvia.
Com o retorno de Iziaslau, o "triunvirato" foi restaurado. Os irmão visitaram Visorodo de modo a participarem na translação das relíquias de seus tios santificados, Bóris e Glebo em 3 de maio de 1072. Segundo a Narrativa, Paixão e Encômio de Bóris e Glebo, Esvetoslau pegou a mão de Glebo e "pressionou-a em seu ferimento, pois tinha dor em seu pescoço, e em seus olhos, e sua testa"  antes de colocá-la de volta no caixão. Logo, Esvetoslau sentiu uma dor no topo de sua cabeça e seu servo encontrou uma unha do santo sob sua capa. Muitos historiadores concordam que os irmãos expandiram o código legal de seu pai nessa ocasião, mas a data exata é desconhecida.

### Grão-príncipe de Quieve
Segundo a Crônica de Nestor, "o diabo agitou contenda" entre os três irmão logo após a canonização de Bóris e Glebo. Esvetoslau e Usevolodo uniram suas forças e expulsaram Iziaslau de Quieve em 22 de março de 1073. O cronista colocou a culpa dessa ação em Esvetoslau, afirmando que "era o instigador da expulsão de seu irmão, por seu desejo de mais poder". O cronista também afirma que Esvetoslau "enganou Usevolodo afirmando que" Iziaslau "estava entrando numa aliança" com Useslau contra eles. Historiadores modernos discordam sobre os motivos da ação de Esvetoslau. Franklin e Shepard escrevem que foi conduzido por "sincera ganância"; Martin diz que Esvetoslau parecia sofrer de uma grande doença e queria assegurar o direito de Quieve a seus filhos que seria perdido caso Esvetoslau" falecesse antes de Iziaslau sem ter governado" a cidade. De fato, a Crônica de Nestor afirma que foi Esvetoslau que "governou em Quieve após a expulsão" de Iziaslau.
Inicialmente, Teodósio, líder do Mosteiro das Cavernas, criticou Esvetoslau por usurpar o trono. Contudo, antes de sua morte em maio de 1074 se reconciliou com o grão-príncipe, que apoiou a fundação de uma igreja em alvenaria dedicada a Mãe de Deus em Quieve. Esvetoslau também apoiou a compilação de obras eclesiásticas. Duas miscelâneas — coleções de excertos da Bíblia e de obras teológicas — foram concluídas sob seus auspícios em 1073 e 1076. Segundo a Miscelânea de 1073, Esvetoslau, que é louvado como "novo Ptolomeu", nesse tempo reuniu grande número de livros espirituais.

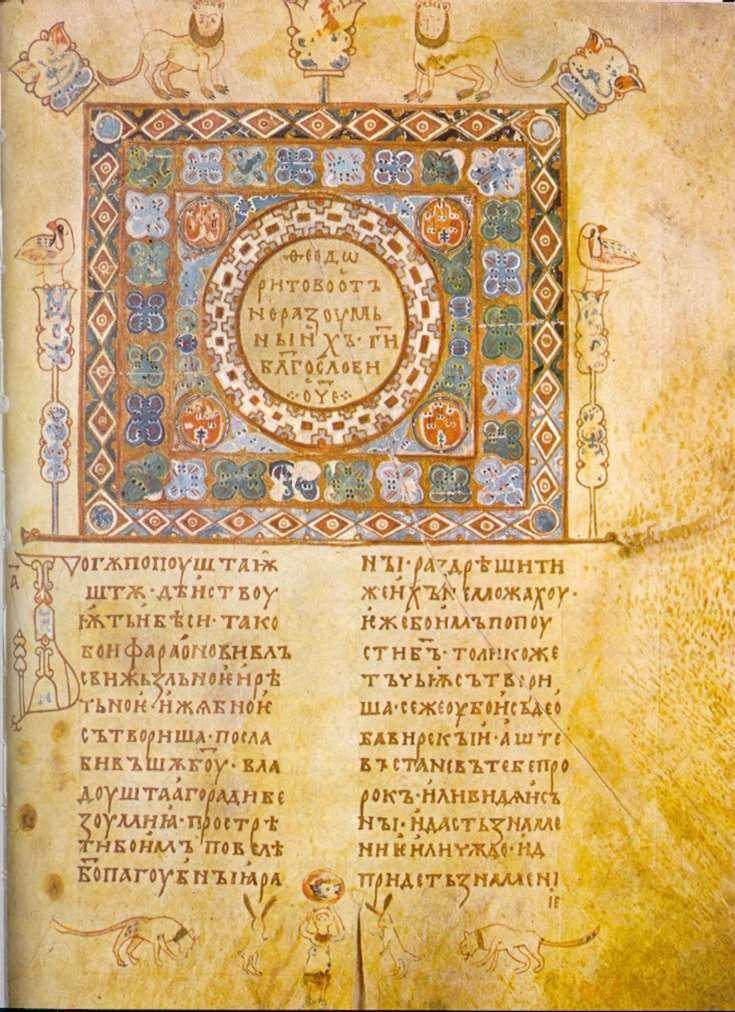
Página da Miscelânea de 1073

O governo de Esvetoslau foi logo e sem problemas. Seu irmão destronado primeiro fugiu à Polônia, mas o duque Boleslau II (r. 1058–1079), que era genro de Esvetoslau, expulsou-o de suas terras. Depois, Iziaslau procurou a assistência do imperador Henrique IV (r. 1053–1105). O último, em 1075, enviou seus emissários — incluindo o cunhado de Esvetoslau, Burcardo — para Quieve para coletar mais informação. Segundo a Crônica de Nestor, "em seu orgulho", Esvetoslau "mostrou-os suas riquezas", exibindo-lhes "a inumerável quantidade de seu ouro, prata e sedas". Em 1076, Esvetoslau enviou reforços à Polônia para ajudar seu genro contra os boêmios.
Esvetoslau morreu em 27 de dezembro de 1077. A Crônica de Nestor diz que "o corte de uma ferida" causou sua morte. Ele foi sepultado na Catedral do Santo Salvador em Czernicóvia. Dentro de um ano, seu irmão mais velho Iziaslau foi restaurado e os filhos de Esvetoslau perderam boa parte de seus domínios.

## Família
Segundo o Sinódico de Liubeche, sua esposa de chamava-se Cecília. Por outro lado, os cronistas germânicos escrevem que sua esposa era Oda, irmã de Burcardo, prorreitor de Tréveris e ela deu à luz um filho. Um retrato descrevendo Esvetoslau e sua família na Miscelânea de 1073 mostra que teve cinco filhos e quatro deles eram adultos no tempo que o retrato foi feito. Com base nessas fontes, é óbvio que Esvetoslau foi casado duas vezes.
Segundo Dimnik, Esvetoslau casou-se sua primeira esposa Cecília entre 1043 e 1047. Seu primeiro filho parece ter sido uma menina, Vicheslava. O irmão mais velho dela Glebo I tornou-se príncipe de Tamatarcha e depois de Novogárdia. O segundo filho de Esvetoslau e cecília foi Olegue I, o futuro príncipe de Czernicóvia. Davi I, o futuro príncipe de Novogárdia e Czernicóvia nasceu cerca de 1015. Romano I, que tornou-se príncipe de Tamatarcha, nasceu cerca de 1052.
Esvetoslau casou-se com sua segunda esposa, Oda de Estade, cerca de 1065 segundo Dimnik. Oda, a filha do marquês da Marca do Norte Lotário Udo I de algum modo estava relacionada com o imperador Henrique III. Não há, contudo, qualquer evidência que apoie essa reivindicação. Ela deu à luz o quinto filho de Esvetoslau, Jaroslau I, que mais tarde tornou-se príncipe de Murom e Czernicóvia. Após a morte de Esvetoslau, Oda e seu filho mudaram-se ao Sacro Império Romano-Germânico.